# Антонин Горчев
Антонин Горчев Дончев е български поет, журналист и общественик. Председател е на Дружеството на писателите в Шумен и автор на текста на химна на Шумен, „От тука започва България“. От 2012 г. е председател на СДС в Шумен.

## Биография
Роден е на 11 януари 1952 година в Омуртаг. След завършване на средното си образование следва българска филология във Великотърновския университет. Работил е като журналист в Радио Шумен. От 2011 г. е общински съветник в Община Шумен.